# 威廉 (拿騷公爵)
拿騷公爵威廉（德語：Georg Wilhelm August Heinrich Belgicus；1792年6月14日—1839年8月20日），拿騷公爵，盧森堡大公阿道夫的父親。
威廉屬於拿騷王朝瓦爾拉姆系的幼系（威爾堡）。1816年，長系拿騷-烏辛根的拿騷公爵腓特烈·奧古斯特去世。由於他的兒子皆夭折，拿騷公國由威廉繼承。

## 家庭
1813年，威廉與薩克森-希爾德布格豪森的路易絲結婚，兩人共有4子4女：
- 奧古絲特·路易絲·弗蕾德里克·馬克西米莉安妮·威廉明妮（1814年—1814年），夭折
- 特蕾莎·威廉明妮·弗蕾德里克·伊莎貝爾·夏洛特（1815年—1871年），歐登堡的彼得公爵夫人
- 阿道夫·威廉·奧古斯特·卡爾·腓特烈（1817年—1905年），1839年繼位為拿騷公爵，1890年成為盧森堡大公
- 威廉·卡爾·海因里希·腓特烈（1819年—1823年），夭折
- 莫里茲·威廉·奧古斯特·卡爾·海因里希（1820年—1850年）
- 瑪麗·威廉明妮·路易絲·弗蕾德里克·亨莉埃特（1822年—1824年），夭折
- 威廉·卡爾·奧古斯特·腓特烈（1823年—1828年），夭折
- 瑪麗·威廉明妮·弗蕾德里克·伊莉莎白（1825年—1902年），維德親王妃

路易絲於1825年去世。1829年，威廉與符騰堡的保琳結婚，兩人共有1子2女：
- 海倫·威廉明妮·亨麗埃特·保琳·瑪麗安妮（1831年—1888年），瓦爾德克和皮爾蒙特親王妃
- 尼庫勞斯·威廉（1832年—1905年）
- 索菲亞·威廉明妮·瑪麗安妮·亨麗埃特（1836年—1913年），瑞典和挪威王后